# Kózinka
Kózinka (en ruso: Кози́нка) es un pueblo (seló) situado en el raión de Gráivoron del óblast de Bélgorod en Rusia. En 2010 tenía una población de 1097 habitantes.

## Geografía
Kózinka está ubicado en la margen izquierda del río Vorskla (afluente izquierdo del Dniéper), en la parte suroeste del óblast de Bélgorod (muy cerca de la frontera con Ucrania), a una distancia de 70 km de la capital del óblast, Bélgorod, y a 6 km del centro regional de Gráivoron por carretera. Glotovo es la localidad rural más cercana.

## Historia

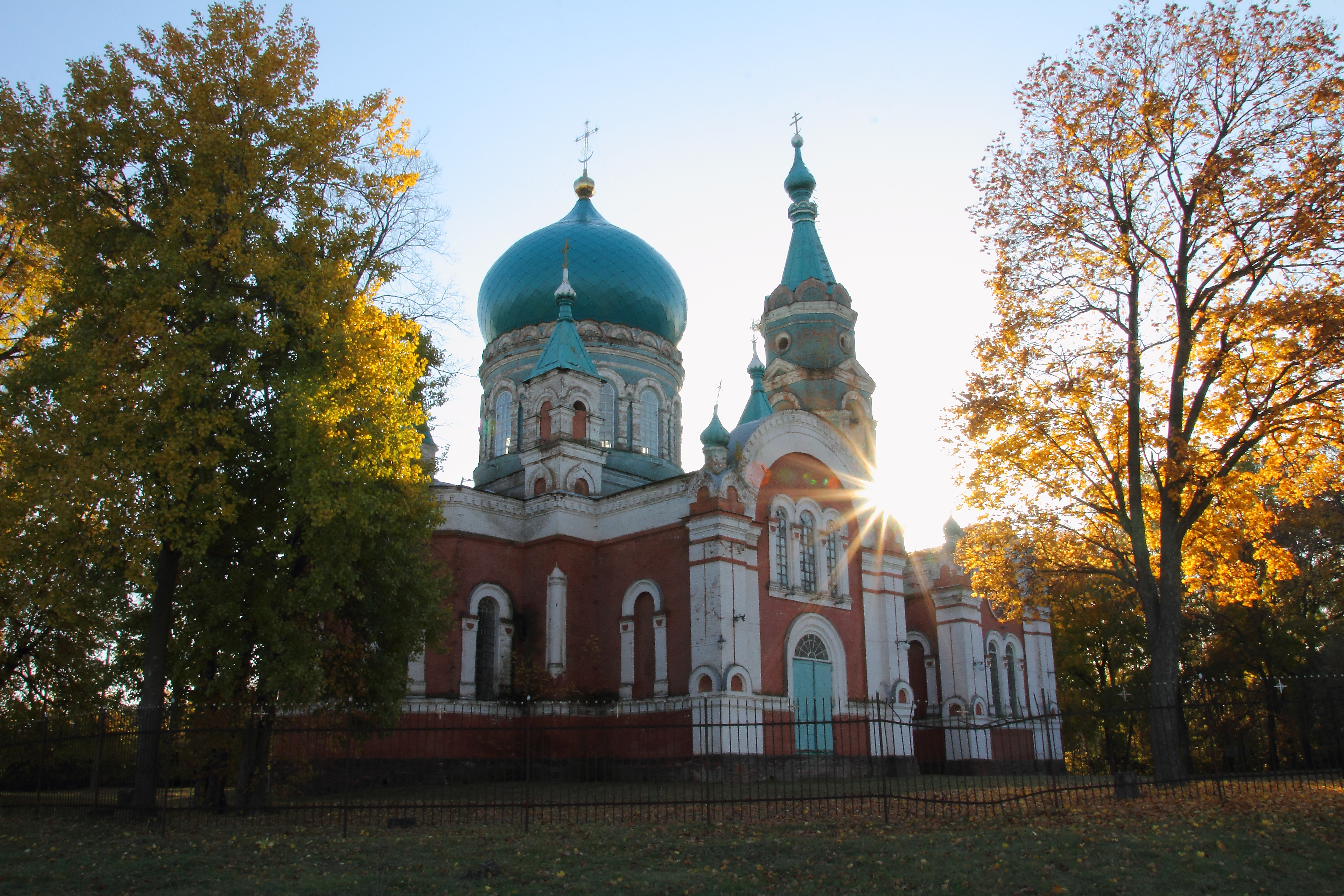
La iglesia de Juan el Apóstol en Kózinka está registrada como patrimonio cultural por el Ministerio de Cultura de Rusia.

Una fuente histórica testifica que el año 1663 figura como la fecha de fundación del asentamiento Verbovoye. Más tarde, los Cherkasy (pequeños rusos) que llegaron y se establecieron allí rebautizaron el pueblo como Kózinka. Según los hallazgos arqueológicos, el pueblo tiene una historia más antigua, como lo demuestran las puntas de flecha encontradas en la parte izquierda del pueblo, pertenecientes a la cultura escita.
En 1896, en honor al ascenso al trono y matrimonio del Zar Nicolás II, los habitantes del pueblo comenzaron la construcción de una iglesia en nombre de Juan el Apóstol.

### Guerra de Ucrania
El 22 de mayo de 2023, en el curso de la invasión rusa de Ucrania, el gobernador del óblast de Belgorod, Viacheslav Gladkov, dijo que «grupos de sabotaje ucranianos» habían ingresaron en el raión de Gráivoron. Los medios ucranianos informaron que el ataque estaba siendo realizada por grupos de oposición rusa, el Cuerpo de Voluntarios Rusos y la Legión Libertad de Rusia. Ese mismo día, dichas organizaciones proucranianas afirmaron que habían «liberado» completamente el pueblo. Posteriormente, el Instituto para el Estudio de la Guerra confirmó esa información.
Al día siguiente, 23 de mayo de 2023, el portavoz del Ministerio de Defensa ruso, Ígor Konashénkov, anunció que las tropas rusas habían interceptado y eliminado a los atacante ucranianos, añadió que los combates se habían saldado con la muerte y la destrucción de «más de 70 terroristas ucranianos, cuatro vehículos blindados y cinco camionetas» y que los supervivientes habían huido a territorio ucraniano donde habían sido constantemente atacados con fuego de artillería «hasta que fueron eliminados por completo».

## Administración
Antes de la reforma territorial de 2018, en la que se fusionaron todos los ayuntamientos del raión de Gráivoron para formar un ókrug urbano, Kozinka era sede de un asentamiento rural que incluía como pedanías los pueblos de Zarechye-Vtoroye, Zarechye-Pervoye y el jútor despoblado de Ponury. Este territorio se conserva únicamente a efectos de desconcentración administrativa.